# Kajrat Noerpejsov
Kajrat Ajtmoechambetovitsj Noerpejsov (Russisch: Кайрат Айтмухамбетович Нурпеисов) (Galkino, oblast Pavlodar, Kazachse SSR, 21 september 1957) is een Kazachs politicus.

## Biografie
Noerpejsov begon zijn carrière als monteur bij het lokomotiefdepot van het station van Pavlodar. Als lid van de Komsomol was hij tussen 1979 en 1980 secretaris van de stadscommissie van Jermakov, waarna hij zijn militaire dienstplicht vervulde in het Sovjetleger. Vanaf 1982 werkte hij achtereenvolgens als econoom, accountant en belastingadviseur voor de overheid. Tussendoor studeerde hij in 1986 af als econoom aan het Instituut voor Nationale Economie in Alma-Ata. Van 1991 tot 1998 was hij hoofdinspecteur belastingen van de oblast Pavlodar, van 1998 tot 1999 onderminister van Energie, Industrie en Handel van Kazachstan en van 1999 tot 2002 onderminister van Staatsinkomsten.
Van 2003 tot 2008 was hij akim (gouverneur) van de Kazachse oblast Pavlodar. Hij was eigenlijk net in maart van 2002 aangewezen als akim van de stad Pavlodar, maar volgde vervolgens in september 2003 Danial Achmetov op, die premier werd van Kazachstan. Deze was al eerder akim van de oblısı tussen 1993 en 1997 en werd opnieuw akim tussen 2001 en 2003 toen Gelymzjan Zjakijanov (akim tussen 1997 en 2001) het beleid van president Noersoeltan Nasarbajev bekritiseerde en zich kandidaat stelde bij de verkiezingen voor de oppositiepartij Democratische Keuze voor Kazachstan. Zjakijanov werd vervolgens veroordeeld tot 7 jaar gevangenstraf op beschuldiging van misbruik van gelden en machtsmisbruik.
In 2008 werd hij plaatsvervangend hoofd van de administratie van de president van Kazachstan, waarna hij vervolgens van 2009 tot 2011 voorzitter was van het Agentschap voor overheidsaangelegenheden, van 2011 tot 2013 de functie van Stafchef van de Senaat van het parlement van Kazachstan vervulde, gevolgd door de functie van Hoofd van de vertegenwoordiging van de president van de Republiek Kazachstan in het parlement tussen 2013 en 2019. Sinds 2019 is hij (buitengewoon en gevolmachtigd) ambassadeur van Kazachstan in Kirgizië.